# ليندا كايسيدو
ليندا ليزيث كايسيدو أليجريا (من مواليد 25 فبراير 2005) هي لاعبة كرة قدم كولومبية مُحترفة تلعب في مركز الهجوم لنادي ريال مدريد للسيدات الإسباني ومنتخب كولومبيا للسيدات.
تلعب كايسيدو على مستوى الأندية الأولى مُنذ عام 2019، عندما ظهرت لأول مرة مع نادي أمريكا دي كالي الكولومبي في سن الرابعة عشر. بعد أن لعبت دورًا أساسيًا في فوز فريقها أميركا دي كالي بلقب الدوري الأول، انتقلت إلى ديبورتيفو كالي في أوائل عام 2020. مع ديبورتيفو، فازت كايسيدو بلقب الدوري الكولومبي للمرة الثانية في عام 2021، وهو ما أهلها لبطولة كأس ليبرتادوريس للسيدات 2021. رغم خروجها من الدور ربع النهائي، أنهت كايسيدو البطولة كأفضل هداف مشترك واختيرت ضمن التشكيلة المثالية للبطولة. في عام 2023، بعد سنوات من التكهنات حول خُطوتها القادمة مع النادي، وقعت مع نادي ريال مدريد الإسباني. في موسمها الأول في النادي، ساعدت ريال مدريد في الوصول إلى أول نهائي كأس كبير لها في كأس الملك 2022–23.
على المستوى الدولي، ظهرت كايسيدو في يوليو 2022 في كوبا أمريكا للسيدات مع منتخب كولومبيا الأول، حيث سجلت هدف الفوز في مرمى الأرجنتين في الدور نصف النهائي وساعدت منتخبها في التأهل إلى نهائي كوبا أمريكا. بعد حصولها على المركز الثاني مع منتخب كولومبيا الأول في كوبا أمريكا، تنافست كايسيدو مع منتخب كولومبيا تحت 20 سنة في كأس العالم للسيدات تحت 20 سنة 2022 في أغسطس، حيث وصلن إلى الدور ربع النهائي. في أكتوبر من نفس العام، ساعدت كايسيدو منتخب كولومبيا تحت 17 عامًا على الوصول إلى المركز الثاني في كأس العالم للسيدات تحت 17 عامًا. سجلت 4 أهداف وكانت هدافة كولومبيا حيث احتلت المركز الثاني خلف إسبانيا. شاركت لاحقًا في كأس العالم للسيدات 2023، وسجلت هدفين في دور المجموعات — أحدهما ضد كوريا الجنوبية، والمباراة الافتتاحية ضد ألمانيا، وهي المباراة التي فازت بها كولومبيا لتحقق واحدة من أعظم المفاجآت في تاريخ كأس العالم للسيدات.
غالبًا ما تُعتبر واحدة من أفضل اللاعبات الشابات في العالم، فازت كايسيدو بالعديد من الجوائز الفردية خلال مسيرتها، بما في ذلك الكرة الذهبية في بطولة كوبا أمريكا للسيدات 2022، والحذاء البرونزي والكرة الفضية في بطولة كأس العالم للسيدات تحت 17 سنة 2022.

## الحياة المبكّرة
وُلدت كايسيدو في كانديلاريا، فالي ديل كاوكا، كولومبيا للوالدين هيرليندا أليجريا وموريسيو كايسيدو. في سن الخامسة، التحقت بنادي ريال خوانشيتو، وهي أكاديمية كرة قدم للشباب مُخصّصة للأولاد فقط. في سن مبكرة، تميّزت بقدراتها الممتازة في المراوغة والتسديد. تقول والدتها أنّها عندما كانت صغيرة، كانت تركل أدوات المطبخ والدمى في جميع أنحاء المنزل لأنها كانت مهتمة فقط بلعب كرة القدم.
عندما تقدمت إلى المستويات الأعلى في ريال خوانشيتو، التقت كايسيدو بالرجل الذي أصبح فيما بعد معلمها، رئيس النادي رافائيل موريلو. في سن العاشرة، دخلت كايسيدو أول نادي نسائي لها، Generaciones Palmiranas. هنا التقت بفيليبي تابوردا، مدرب منتخب كولومبيا للسيدات. بعد مرور عام، بدأت كايسيدو اللعب لنادي أطلس، وهو فريق مقره في كالي وأنشأته اللاعبة الكولومبية الدولية كارولينا بينيدا المعروفة بتعزيز مواهب لاعبي كرة القدم الكولومبيين الشباب. من عام 2017 إلى عام 2019، فازت كايسيدو بثلاث بطولات (البطولات الوطنية لأندية الشباب الإقليمية) على مستوى تحت 13 عامًا مع أطلس. بدأت هذه الإنجازات مع فرق الشباب في جذب انتباه أكبر الأندية النسائية في كولومبيا.

## مسيرتها الكروية

### أمريكا دي كالي (2019)
في عام 2019، أقنعت كارولينا بينيدا مارسيلا جوميز، رئيسة فريق أمريكا دي كالي للسيدات، بالتعاقد مع كايسيدو. في 15 يوليو 2019، في سن الرابعة عشرة، ظهرت لأول مرة على المستوى الاحترافي مع فريق أمريكا ضد كورتولوا، سجلت هدفها الأول للنادي في أول ظهور لها، والذي انتهى بفوز فريقها بالمباراة. أنهت كايسيدو الدوري الكولومبي لكرة القدم للسيدات 2019 كأفضل هدافي الدوري برصيد 7 أهداف في 7 مباريات. في 30 سبتمبر 2019، في مباراة الإياب من نهائيات الدوري 2019، سجلت كايسيدو هدف التعادل ضد إنديبندينتي ميديلين ليرفع النتيجة الإجمالية إلى 3–2 ويفوز أمريكا بلقب الدوري الأول في التاريخ. تأهلت أمريكا لبطولة كوبا ليبرتادوريس للسيدات 2019 من خلال الظهور في نهائيات الدوري، لكن كايسيدو البالغة من العمر 14 عامًا لم تتمكن من المشاركة، نظرا لأن الحد الأدنى لسن المشاركة هو 16 عامًا.
في نهاية عقد كايسيدو مع أمريكا، لم يتمكنوا من التوصل إلى اتفاق بسبب مطالب كايسيدو براتب. أكد النادي رحيلها في 30 يناير 2020، مما جعلها وكيلًا حرًا.

### ديبورتيفو كالي (2020–2022)
في 4 فبراير 2020، انتقلت كايسيدو إلى إلى ديبورتيفو كالي بعقد لمدة عام. بسبب مضاعفات سرطان المبيض، لم تتمكن كايسيدو من لعب كرة القدم لمدة ستة أشهر. استأنفت التدريب بعد أيام من انتهاء جولتها الأخيرة من العلاج الكيميائي.
ظهرت كايسيدو لأول مرة مع كالي في 20 أكتوبر 2020، ضد جونيور في أول مباراة لهنّ في الدوري الكولومبي لكرة القدم للسيدات 2020 كان هدفها الأول مع ناديها الجديد هو الهدف الوحيد الذي سجلته في دور المجموعات، في الفوز 3–0 على ناديها السابق أمريكا. احتل ديبورتيفو كالي المركز الأول في مجموعته وتقدم إلى دور خروج المغلوب حيث واجه ميلوناريوس في الدور ربع النهائي. سجلت هدف الفوز في مباراة الذهاب التي انتهت بنتيجة 2–1 لصالح كالي، ثم سجلت هدف كالي الوحيد في مباراة الإياب. ومع ذلك، سجل ميلوناريوس 3 أهداف في مباراة الإياب ليهزم كالي بنتيجة 4–3، ليودعن البطولة.
في بطولة الدوري 2021، افتتحت كايسيدو رصيدها بهدفين أمام أتلتيكو بوكامارانجا في دور المجموعات بالبطولة. أنهى كالي صدارة مجموعته مرة أخرى، وتقدم إلى المباراة النهائية ضد سانتا في. سجلت كايسيدو هدفًا واحدًا في مرمى الفريق في مباراة الذهاب من النهائي، وفي مباراة الإياب سجلت هدفين لتساعد فريقها على الفوز بالتعادل بنتيجة 6–3. فاز ديبورتيفو كالي بلقب الدوري الأول في تاريخه حيث أنهت كايسيدو لقب كثاني أفضل هدافات الفريق في البطولة برصيد 5 أهداف.
وصول كالي إلى النهائي يعني تأهلهم لكأس ليبرتادوريس للسيدات 2021، وهي أول فرصة لكايسيدو للعب في مسابقة قارية كبرى للأندية. سجلت ثلاثة أهداف في مباريات دور المجموعات لكالي، بما في ذلك ثنائية في الفوز 8–0 على النادي البوليفي ريال تومايابو وهدف واحد في الفوز 4–1 على يونيفرسيداد دي تشيلي أنهى كالي صدارة المجموعة الثالثة والتقى مع نادي ناسيونال الأوروغوياني في ربع النهائي، لكنه هُزم 1–2 ، وسجلت كايسيدو هدف كالي الوحيد. على الرغم من خروجه من الدور ربع النهائي، أنهت كايسيدو البطولة بصفتها هدافًا مشتركًا إلى جانب إسبيرانزا بيزارو، فيك ألبوكيرك، جينيفر، وزميلتها في فريق كالي تاتيانا أريزا، واختُيرت أيضًا ضمن أفضل 11 لاعبًا في البطولة.
تم تغيير نظام الدوري الكولومبي 2022 إلى نظام الدوري، حيث احتل كالي المركز الثالث وتأهل لمرحلة خروج المغلوب. في مباراة الذهاب من الدور ربع النهائي، سجلت كايسيدو هدفًا في مرمى ميلوناريوس والذي ساعدهن في الفوز 3–2 في مجموع المباراتين. في الدور نصف النهائي التقى فريقهن بمنافسهن في نهائي الدوري 2021 سانتا في، وسجلت كايسيدو ضدهم مرة أخرى في مباراة الذهاب. والتعادل في مباراة الإياب مما جعل المباراة تذهب لركلات الترجيح، حيث سجلت كايسيدو ركلة الجزاء الفائزة لتقودهن إلى نهائي آخر في الدوري الكولومبي. وفي النهائي، واجهت ناديها السابق أمريكا مرة أخرى. سجلت هدفًا واحدًا في مباراة الإياب، لكن كالي هُزمت بنتيجة 4–3 في مجموع المباراتين.
كانت المباراة النهائية ضد أمريكا هي المباراة الأخيرة لها مع كالي. لم تتمكن كايسيدو من اللعب محليًا مع ديبورتيفو كالي، حيث ألغى ديمايور الدور الثاني (الكلاوسورا) من الدوري الكولومبي للسيدات 2022 بسبب قلة الفرق المشاركة. بالإضافة إلى ذلك، لم تكن لتشارك مع كالي في كأس ليبرتادوريس 2022 نظرا لمشاركتها في كأس العالم للسيدات تحت 17 سنة 2022، حيث تقام كلتا البطولتين في شهر أكتوبر.
كان عام 2022 هو عامها الأخير مع ديبورتيفو كالي، وأصبحت وكيلة حرة في ديسمبر عند انتهاء عقدها مع النادي الكولومبي. في أوائل عام 2023، أكدت كايسيدو أنها وضعت نصب أعينها اللعب في الخارج بمجرد أن تبلغ 18 عامًا في فبراير. ترددت شائعات بشكل أساسي عن انضمامها إلى أندية أوروبا وأمريكا الشمالية، وخاصة تشيلسي ومانشستر سيتي وريال مدريد وبرشلونة، حيث أكد رئيس النادي الأخير جوان لابورتا في عام 2022 أنّهم كانوا يراقبونها لمدة ثلاث سنوات.

### ريال مدريد (2023–حاليا)
في 21 فبراير 2023، أكدت وسائل الإعلام الإسبانية شائعات مفادها أن كايسيدو انضمت إلى ريال مدريد متقدما على تشيلسي أو منافسه برشلونة. في 24 فبراير 2023، بعد سنوات من التكهنات حول ناديها التالي، وقعت رسميًا مع ريال مدريد من الدوري الإسباني للسيدات بعقد مدته ثلاث سنوات. ظهرت كايسيدو لأول مرة مع ريال مدريد ضد نادي الهاما في 4 مارس 2023. سجلت هدفها الأول للنادي في 9 مارس 2023، وسجلت في الوقت الإضافي في ربع نهائي كأس الملك لتساعد ريال مدريد في الوصول إلى نصف النهائي للمرة الثانية على الإطلاق في البطولة. سجلت هدفها الأول في الدوري في الفوز 3–1 على ليفانتي لاس بلاناس. بدأت كايسيدو نهائي كأس الملك 2023 ضد غريم النادي أتلتيكو مدريد، لكنها استبدلت في الدقيقة 82. وعادل أتلتيكو النتيجة في الوقت بدل الضائع، وخسر ريال مدريد بركلات الترجيح. وفي الدوري أنهت موسمها بهدفين وأربع تمريرات حاسمة في 10 مباريات.
في 17 نوفمبر 2023، حصلت كايسيدو على جائزة الفتاة الذهبية المُقدمة من توتوسبورت باعتبارها أفضل لاعبة كرة قدم تحت 21 عامًا تلعب في أوروبا خلال السنة التقويمية.

## مسيرتها الدولية

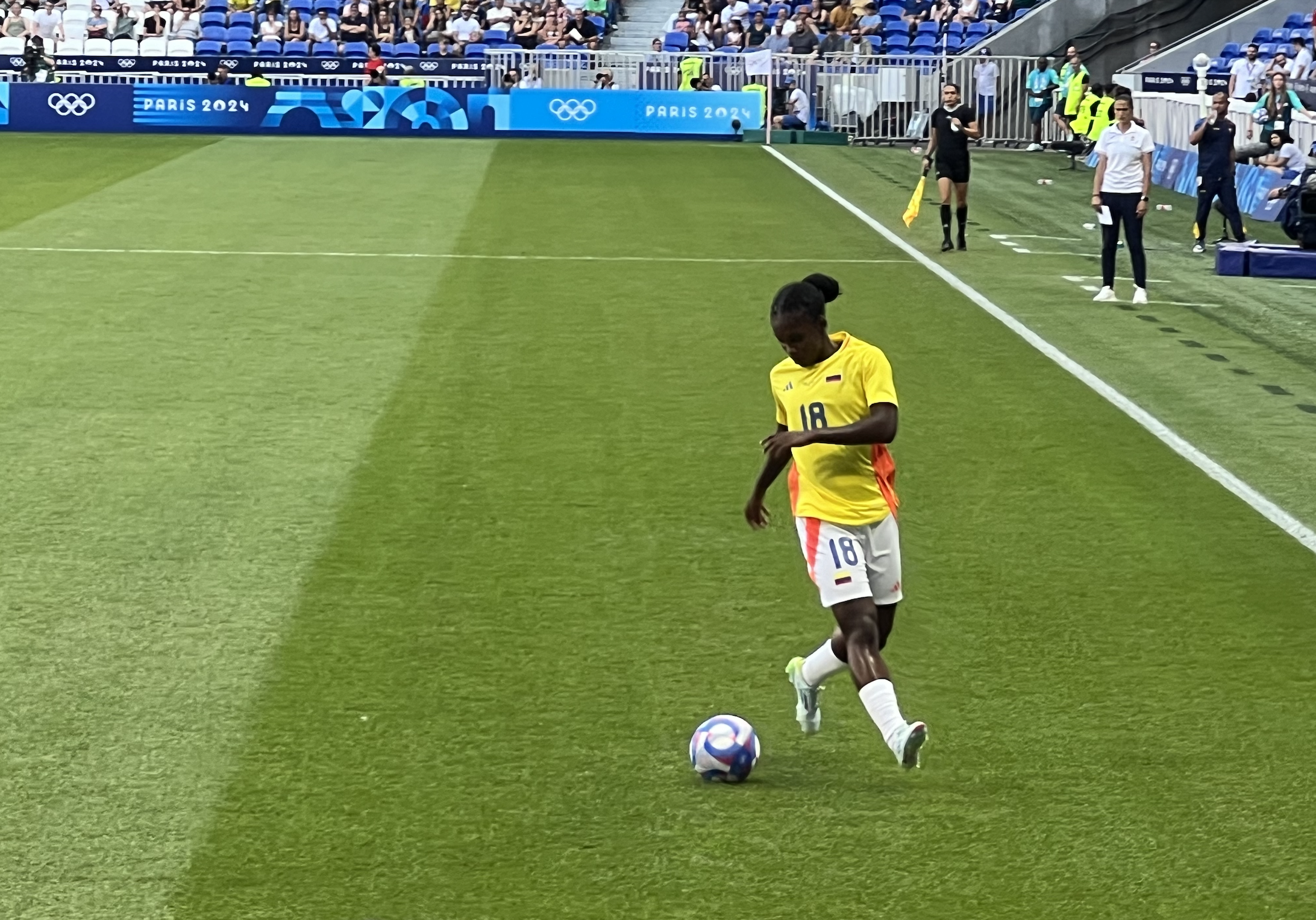
ليندا كايسيدو تهاجم ضد إسبانيا في ربع نهائي أولمبياد باريس 2024 في ملعب جروباما.

### منتخبات الشباب
في عام 2022، لعبت كايسيدو في بطولة أمريكا الجنوبية للسيدات تحت 17 عامًا، وكأس العالم للسيدات تحت 20 عامًا في كوستاريكا، وكأس العالم للسيدات تحت 17 عامًا في الهند.

### المنتخب الأول
استُدعيت كايسيدو لأول مرة للعب مع منتخب كولومبيا الأول في نوفمبر 2019.
في عام 2022، استُدعيت كايسيدو للعب أول بطولة لها مع منتخب كولومبيا الأول، كوبا أمريكا 2022. سجلت هدفها الأول في البطولة في دور المجموعات ضد الإكوادور، والتي انتهى بالفوز 2–1. تأهلت كولومبيا إلى الأدوار الإقصائية وواجهت الأرجنتين في نصف النهائي. وسجلت الهدف الوحيد في المباراة وتأهلت كولومبيا لنهائي كوبا أمريكا للمرة الثالثة. على الرغم من خسارته 1–0 أمام البرازيل في النهائي، اختُيرت كايسيدو كأفضل لاعبة في البطولة وكانت واحدة من ثلاثة لاعبات كولومبيات أُدرجن في التشكيلة المثالية.
انضمت كايسيدو إلى القائمة النهائية لكولومبيا للمشاركة في كأس العالم للسيدات 2023 في 4 يوليو 2023، مما جعلها أول لاعبة في التاريخ تشارك في ثلاث نهائيات لكأس العالم للسيدات (على مستوى تحت 17 سنة وتحت 20 سنة والمستويات العليا) في غضون عام. في كأس العالم للسيدات، سجلت كايسيدو هدفًا في المباراة الافتتاحية لكولومبيا ضد كوريا الجنوبية، والتي انتهت بالفوز 2–0. مما جعلها ثاني أصغر لاعبة تُسجل في كأس العالم بعمر 18 عامًا و153 يومًا، خلف الأسطورة البرازيلية مارتا. كما أصبحت أول لاعبة كولومبية تُسجل في نهائيات كأس العالم للسيدات تحت 17 سنة وتحت 20 سنة والكبار.
في 28 يوليو، انهارت خلال حصة تدريبية في كأس العالم، ولكن ورد لاحقًا أنها "عادت إلى وضعها الطبيعي". بعد يومين في 30 يوليو، سجلت الهدف الأول في المباراة الثانية بالمجموعة الثامنة ضد ألمانيا، حيث فازت كولومبيا بنتيجة 2–1 في واحدة من أكبر مفاجآت كأس العالم للسيدات على الإطلاق. بعد تسجيلها هدفًا في كل من المُباراتين، أدى أدائها إلى التصويت لها كأفضل لاعبة في المباراة في كلتا المباراتين. وقال مُدربها الأول دييغو فاسكيز لوكالة فرانس برس إن كايسيدو “أحد هؤلاء الأشخاص الذين لمسهم الله، وولد من أجل هذا".

## في الثقافة الشعبية

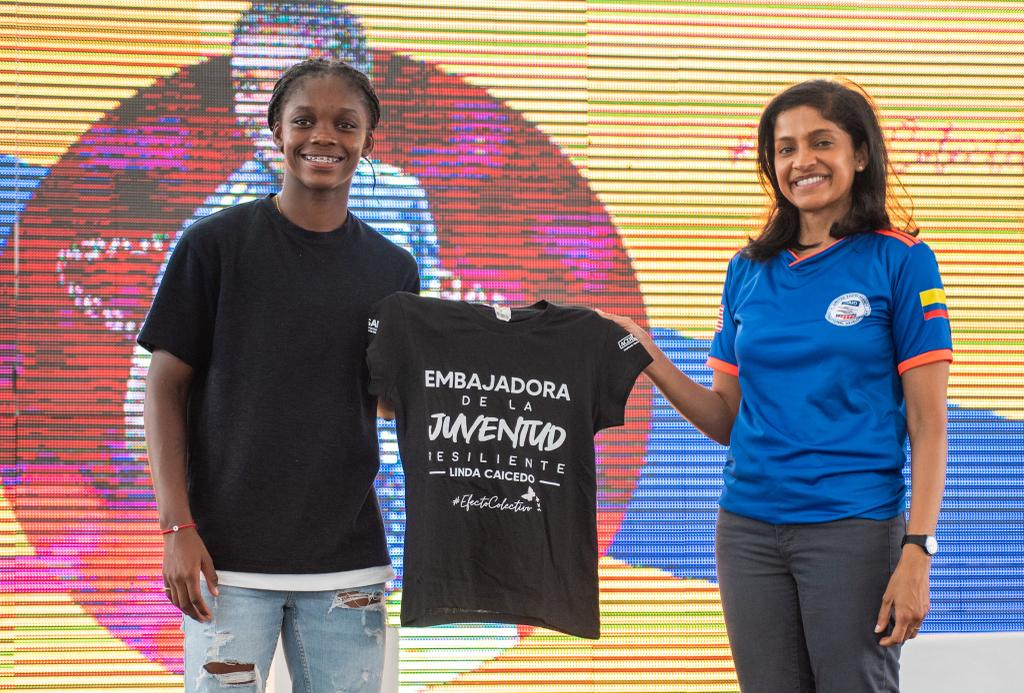
كايسيدو في عام 2023 مع مدير بعثة الوكالة الأمريكية للتنمية الدولية في كولومبيا أنو راجارامان في سفارة الولايات المتحدة في بوغوتا ، كولومبيا

كايسيدو هي سفيرة مؤسسة Fundación Mi Sangre، وهي مؤسسة خيرية أنشأها المُغني الكولومبي خوانيس والقائدة المدنية كاتالينا كوك دوكي لتمكين الشباب الكولومبي من خلال المهارات القيادة وريادة الأعمال.
في فبراير 2023، عُينت كايسيدو سفيرة للشباب الصامد من قبل الوكالة الأمريكية للتنمية الدولية، وهي جائزة منحتها لها حكومة الولايات المتحدة "لتعظيم إمكانات الشباب المستضعفين في 30 بلدية في كولومبيا".

## الحياة الشخصية
في بداية عام 2020، بعد عيد ميلادها الخامس عشر مباشرة، بدأت كايسيدو تشعر بألم في بطنها. تم تشخيص إصابتها بشكل خاطئ بأنه التهاب المعدة، وعُولجت منه حتى تفاقم الألم وبدأت معدتها في الانتفاخ. تم تشخيص إصابتها بسرطان المبيض في فبراير 2020، وفي مارس خضعت لعملية جراحية لإزالة الورم. خلال الأشهر الستة التالية، عولجت من السرطان بالعلاج الكيميائي، مما جعلها طريحة الفراش لمدة ثلاثة أشهر. في سبتمبر 2020، تم إعلان خلوها من السرطان، وعادت إلى الملعب بعد أيام قليلة من انتهاء جولتها الأخيرة من العلاج الكيميائي.
عانت كايسيدو عقليا أثناء تعافيها، وقالت إنها طلبت المساعدة من الأطباء النفسيين في ديبورتيفو كالي. أكملت فحصها النهائي في نوفمبر 2021 بعد أشهر عديدة من زيارات الطبيب الصعبة التي تعطلت بسبب الاحتجاجات الكولومبية 2021.
كايسيدو حاليا على علاقة مع شريكتها فالنتينا. بعد تسجيلها في مرمى ألمانيا في كأس العالم للسيدات 2023، أهدت لها هدفها بوضع يديها على شكل قلب.

## الإحصائيات

### الأندية
اعتبارًا من 21 ديسمبر 2023
| النادي         | الموسم  | الدوري                              | الدوري    | الدوري  | الكأس المحلي | الكأس المحلي | قاريا     | قاريا   | المجموع   | المجموع |
| النادي         | الموسم  | الدرجة                              | المشاركات | الأهداف | المشاركات    | الأهداف      | المشاركات | الأهداف | المشاركات | الأهداف |
| -------------- | ------- | ----------------------------------- | --------- | ------- | ------------ | ------------ | --------- | ------- | --------- | ------- |
| أمريكا دي كالي | 2019    | الدوري الكولومبي لكرة القدم للسيدات | 7         | 7       | –            | –            | –         | –       | 7         | 7       |
| ديبورتيفو كالي | 2020    | الدوري الكولومبي لكرة القدم للسيدات | 7         | 3       | –            | –            | –         | –       | 7         | 3       |
| ديبورتيفو كالي | 2021    | الدوري الكولومبي لكرة القدم للسيدات | 14        | 5       | –            | –            | 4         | 4       | 18        | 9       |
| ديبورتيفو كالي | 2022    | الدوري الكولومبي لكرة القدم للسيدات | 12        | 4       | –            | –            | –         | –       | 12        | 4       |
| ديبورتيفو كالي | المجموع | المجموع                             | 33        | 12      | –            | –            | 4         | 4       | 37        | 16      |
| ريال مدريد     | 2022–23 | الدوري الإسباني لكرة القدم للسيدات  | 10        | 2       | 3            | 1            | –         | –       | 13        | 3       |
| ريال مدريد     | 2023–24 | الدوري الإسباني لكرة القدم للسيدات  | 9         | 1       | 0            | 0            | 4         | 0       | 13        | 1       |
| ريال مدريد     | المجموع | المجموع                             | 19        | 3       | 3            | 1            | 4         | 0       | 26        | 4       |
| المجموع        | المجموع | المجموع                             | 59        | 23      | 3            | 1            | 8         | 4       | 70        | 27      |

1. ↑  يشمل كأس الملكة
2. ↑  المشاركات في كوبا ليبرتادوريس للسيدات
3. ↑  المشاركات في دوري أبطال أوروبا للسيدات

### دوليا
آخر تحديث 21 ديسمبر 2023.
| المنتخب الوطني | السنة   | الظهور | الأهداف |
| -------------- | ------- | ------ | ------- |
| كولومبيا       | 2019    | 1      | 0       |
| كولومبيا       | 2021    | 5      | 1       |
| كولومبيا       | 2022    | 9      | 3       |
| كولومبيا       | 2023    | 10     | 3       |
| المجموع        | المجموع | 25     | 7       |

نتائج منتخب كولومبيا مُدرجة أولا
| #. | التاريخ        | المكان                                       | الخصم          | الهدف | النتيجة | المسابقة                 |
| -- | -------------- | -------------------------------------------- | -------------- | ----- | ------- | ------------------------ |
| 1. | 23 أكتوبر 2021 | ملعب باسكوال غيريرو الأولمبي، كالي، كولومبيا | تشيلي          | 1–0   | 2–0     | ودية                     |
| 2. | 17 يوليو 2022  | ملعب باسكوال غيريرو الأولمبي، كالي، كولومبيا | الإكوادور      | 2–1   | 2–1     | كوبا أمريكا للسيدات 2022 |
| 3. | 25 يوليو 2022  | ملعب ألفونسو لوبيز، بوكارامانغا، كولومبيا    | الأرجنتين      | 1–0   | 1–0     | كوبا أمريكا للسيدات 2022 |
| 4. | 6 سبتمبر 2022  | ملعب باسكوال غيريرو الأولمبي، كالي كولومبيا  | كوستاريكا      | 2–0   | 2–0     | ودية                     |
| 5. | 18 فبراير 2023 | ملعب ليون، ليون، المكسيك                     | نيجيريا        | 1–0   | 1–0     | كأس الإلهام للسيدات 2023 |
| 6. | 24 يوليو 2023  | ملعب سيدني لكرة القدم، سيدني، أستراليا       | كوريا الجنوبية | 2–0   | 2–0     | كأس العالم للسيدات 2023  |
| 7. | 30 يوليو 2023  | ملعب سيدني لكرة القدم، سيدني، أستراليا       | ألمانيا        | 1–0   | 2–1     | كأس العالم للسيدات 2023  |

## الإنجازات
أمريكا دي كالي
- الدوري الكولومبي للسيدات: 2019[7]

ديبورتيفو كالي
- الدوري الكولومبي لكرة القدم للسيدات: 2021[7]

كولومبيا تحت 17 سنة
- كأس العالم للسيدات تحت 17 سنة:2022[86]
- بطولة أمريكا الجنوبية للسيدات تحت 17 سنة: 2022[87]

- بطولة كوبا أمريكا للسيدات: 2022[88]
- كأس الوحي للسيدات الوصيف: 2023[89]

الإنجازات الفردية
- الفتاة الذهبية : 2023[58]